# Jacob Xavery

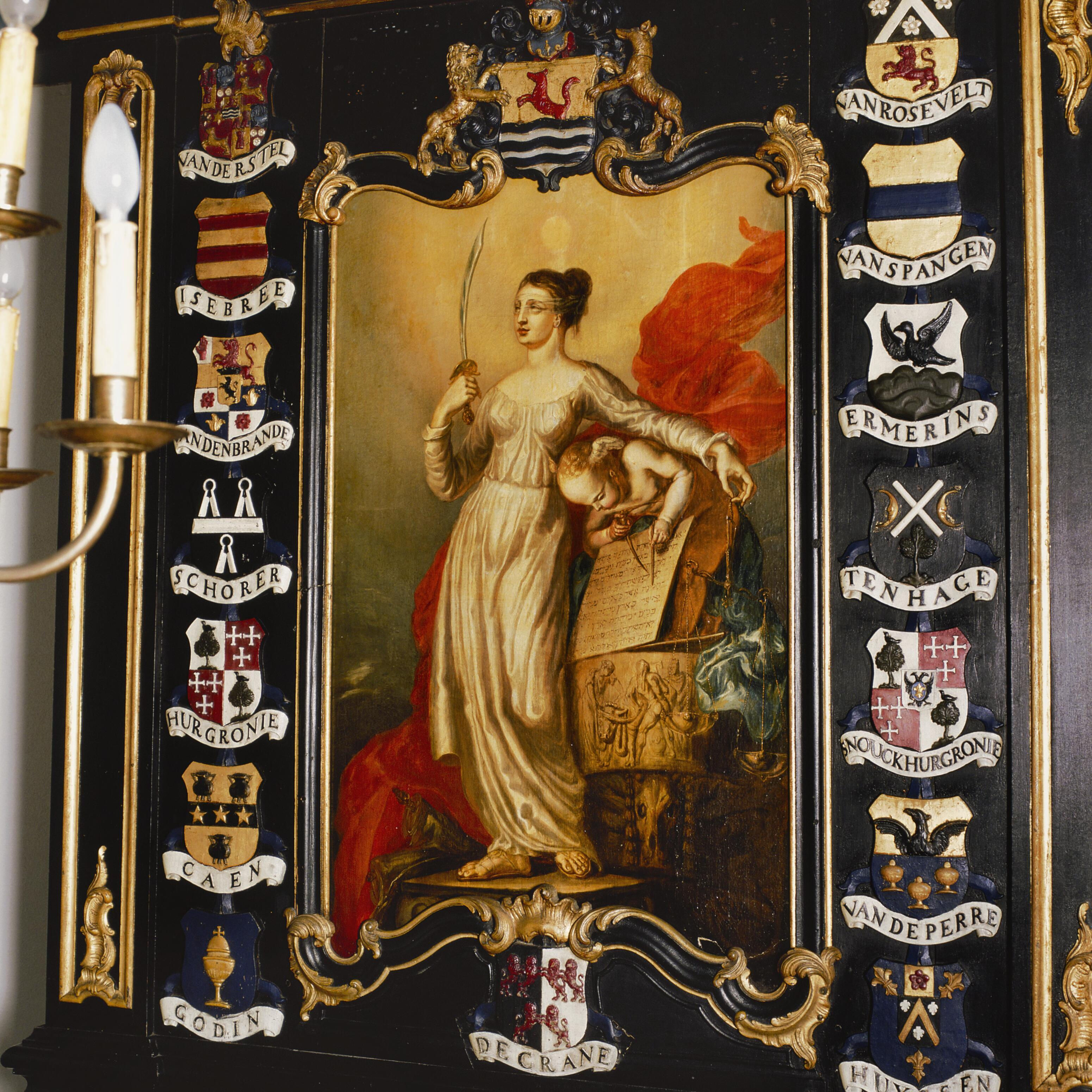
Vrouwe Justitia (1773) op een boezemstuk in Ambachtshuis Oud-Vossemeer. De gesneden wapenschilden werden beschilderd door Johannes Pieper.

Jacobus (Jacob) Xavery (gedoopt Den Haag, 27 april 1736 - na 1774) was een Nederlands kunstschilder en tekenaar. Hij wordt vermeld als Jacob Xaverij of Jacob Xavery IV, dat laatste ter onderscheid van een aantal schilders uit de Kortrijkse familie Savery.

## Leven en werk
Jacob Xavery werd gedoopt in de katholieke kerk in de Oude Molstraat als een zoon van de uit Antwerpen afkomstige beeldhouwer Jan-Baptist Xavery en Maria Christine Robart. Hoewel zowel hun vader, als grootvader Albert en overgrootvader Jeronimus Xavery beeldhouwers waren, kozen Jacob en zijn jongere broer Frans voor de schilderkunst. Volgens Van der Aa kreeg Jacob les van zijn peetvader Jacob de Wit, die hem later ook in zijn testament opnam. Xavery werkte enige tijd op de behangselfabriek van Jan Hendrik Troost van Groenendoelen in Amsterdam. Hij leerde er Jacob Cats kennen, die hij raadgevingen gaf. Hij gaf ook les aan Dionys van Dongen.
Xavery schilderde en tekende onder meer (bloem)stillevens en portretten. In 1773 schilderde hij voor het Ambachtshuis Oud-Vossemeer een schoorsteenstuk met een afbeelding van Vrouwe Justitia. Hij stond in de gunst bij de Amsterdamse handelaar en kunstverzamelaar Gerrit Braamcamp, die 24 van zijn schilderijen bezat en voor wie hij een aantal zalen van diens huis Sweederijk beschilderde. Jacob is vermoedelijk na Braamcamps overlijden met zijn gezin naar Parijs vertrokken.

## Enkele werken

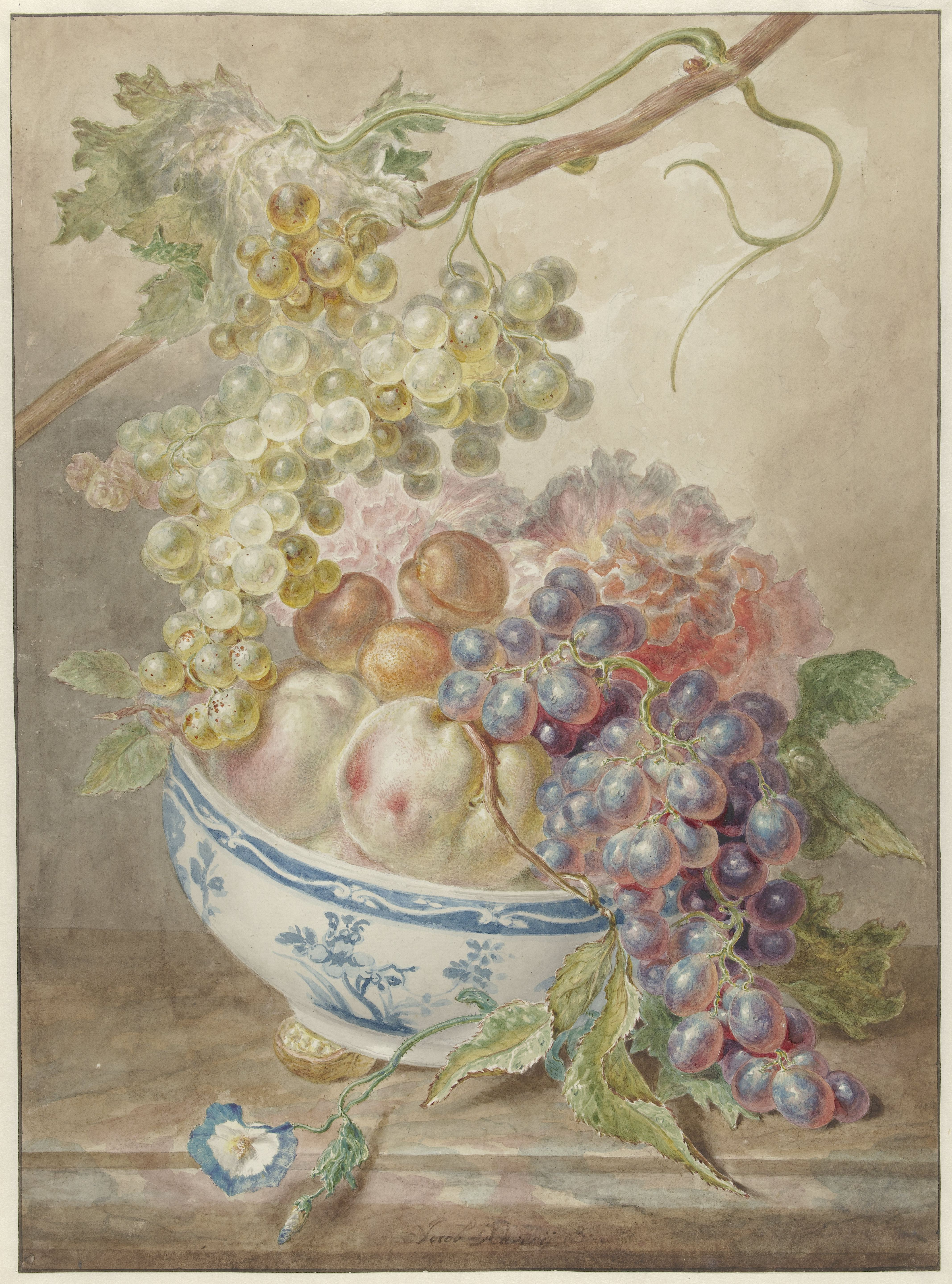
Schaal met fruit, collectie Rijksmuseum Amsterdam.
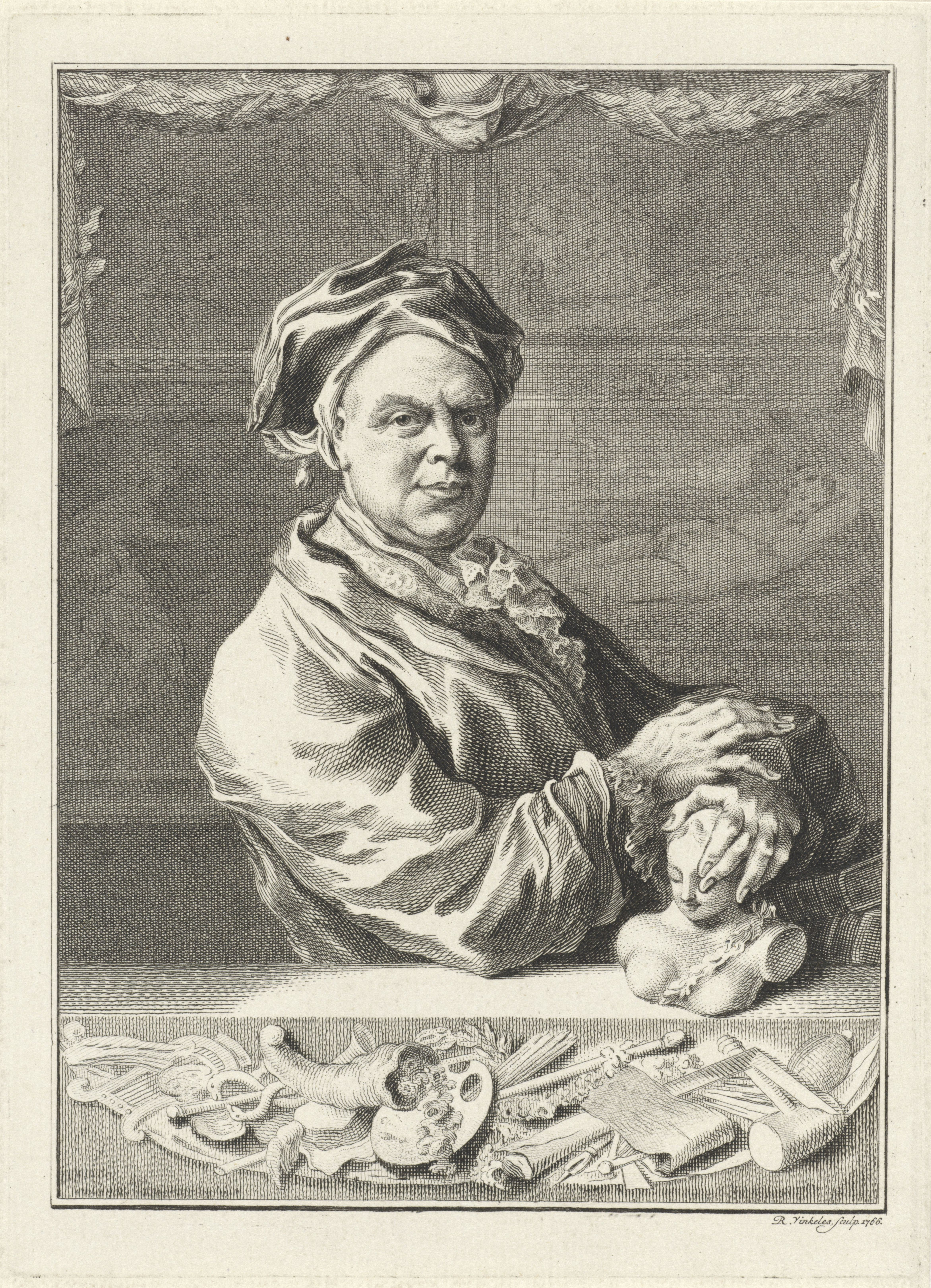
Portret van Gerrit Braamcamp, collectie Rijksmuseum Amsterdam. Ets van Reinier Vinkeles naar een tekening van Xavery.
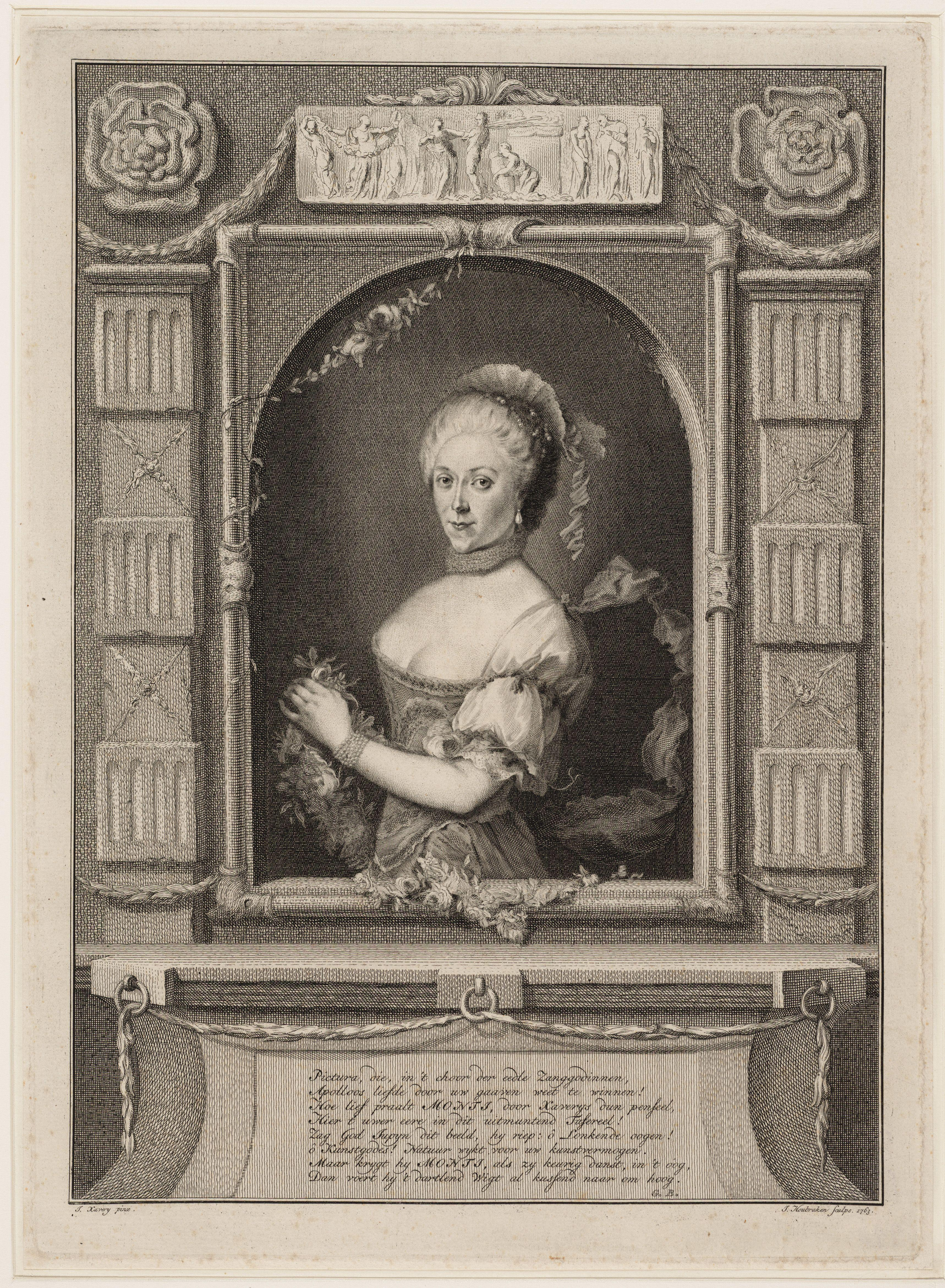
Portret van de danseres Gomana Girolama Monti, collectie Rijksmuseum Amsterdam. Ets van Jacob Houbraken naar een tekening van Xavery.

- RKD-Nederlands Instituut voor Kunstgeschiedenis: 85886
- Union List of Artist Names: 500010742
- Virtual International Authority File: 95746289